# Herpetomonas
Herpetomonas – rodzaj pasożytniczych pierwotniaków należący do rodziny świdrowców (Trypanosomatidae).
Należą tutaj następujące gatunki:
- Herpetomonas muscarum